# アメリカ合衆国における日本語教育
アメリカ合衆国における日本語教育（アメリカがっしゅうこくにおけるにほんごきょういく）は19世紀後半、主に日系アメリカ人の子女を対象にその両親やコミュニティ機関によって始まった。その後、世代の重なりとともに、海外で教育を受ける日本語母語話者（日本人の子女）から、徐々に日本人以外にも拡大していった。2012年に国際交流基金が実施した日本語教育機関の国別調査によると、4,270人の日本語教師が日本語教育を行う機関に在籍し、1,449の様々な機関で155,939人の学習者が日本語を学んでおり、2009年度の調査に比べて学習者数は10.4%増加している。

## 歴史

### 起源
アメリカ合衆国における初期の日本語教育は、継承語話者を対象としていた。ハワイにおける日本人移民が1868年に始まり、1869年にはアメリカ合衆国本土への移民が始まった。日系一世の親は、二世である子供達がアメリカナイズされていくことを懸念し、彼らの先祖の国の言語や文化を継承するために、通常の学校制度とは別に日本人学校を設立した。最初の学校は1893年、神田重英牧師によりハワイのコハラ地区に設立された。それに伴い、ハワイ本願寺ミッションスクールに付属する学校も含め、その他の学校も設立されていった。日本人学校は日本人移民コミュニティと、長時間労働のプランテーション労働者の子供たちに必要な保育を提供するため、彼らの働くサトウキビ入植者が財源を支出した。これらの学校の大半は、日本の文部省によって認定された教師が、文部省国定教科書を使用して教えていた。たとえば、1896年に創立され、のちに「布哇中央学院」となったホノルルの日本人小学校においては、文部省がすべての教科書を給付した。 1920年までに、ハワイの98%の日系アメリカ人の子供が入学し、1934年の統計によると、183校のそれぞれの学校で41,192人の生徒が学んでいた。アメリカ合衆国本土で最初の日本人学校は1903年設立のカリフォルニアの日本語学院で、カリフォルニアだけで18校設立された。
上記のような日本人学校の日本本国との関係、さらに日本人学校がハワイ・サトウキビ生産者協会に対する日系人の1909年および1920年のストライキを含む労働運動を後押ししたという評されたことは、日系アメリカ人コミュニティ内の宗教や社会的階級の問題を浮き彫りにしただけではなく、アメリカ合衆国民の反日感情の悪化をもたらした。仏教団体が学校の設立に深く関与していた中で、日系アメリカ人のキリスト教徒の多くは独自の競合校を設立したが、これに対して同化者的な考えを抱くその他の人々は彼らのやり方に反対した。さらに日本人以外の者は、日本人学校が日系アメリカ人の子供たちを洗脳し、日本政府がアメリカを植民地化する広範囲な戦略を策定していると非難した。学校に対して懐疑的な見方をし、公立学校の教師とアメリカ海軍情報局は彼らに「反米」のレッテルを貼ることさえした。 反日感情は日本人移民の数とともに増していき、移民排他主義者のグループは、19世紀後半から20世紀前半まで日本人の移民制限、市民権上の人種制限の形成、差別的財政法の制定を強く働きかけ、さらに黄禍論を巻き起こした。1920年代頃には日本語学校まで目をつけられるようになった。連邦教育委員会の1920年の報告書は、163の日本人学校の20,000人もの生徒はアメリカの習慣、マナー、理想、本質そして基準の面で遅れをとっていると指摘し、日本人学校を公教育システムに引き継がせることを推奨した。 地方議会は、教師や生徒の出席頻度を規制する法律を規定し、1923年にClark Billは学生税を課し、税金が不払いになった場合に多くの学校は閉鎖せざるを得ないようにした。1921年にはカリフォルニアの政治家達は学校の公教育管理局の教師認定のための広範な要件を制定し、雇用や運営、カリキュラムに完全な制限を設けるParker Billを策定した。 1922年12月後半、ハワイの16の学校はこうした制限に対する原告団を結成して訴訟を提起した。この訴訟は日系アメリカ人コミュニティ内で論争となり、保守的なメンバーはこの訴訟が日系アメリカ人と白人との間に更なる楔を打ち込むことになるとの見方をし、反日の偏見を悪化させるだけだと主張した。146校のうち88校が最終的に訴訟に参加した。このFarrington v. Tokushige 事件は、下級審を経て、1927年、最高裁判所で規制は違憲とする判決が下された。 なおその間の1924年にはいわゆる排日移民法が施行されている。
第二次世界大戦以前のアメリカ合衆国では外国語学習への関心は限られており、非継承語話者への教育はより遅れていた。ある1934年の調査ではアメリカの大学で日本語教育を提供している学校は8校のみで、そのほとんどが1大学につき１人の講師のみで担当されていた。さらなる調査では、使用言語として日本語が十分堪能であると推定された教師は13人のみだった。1940年になっても日系人以外で日本語の読み書きおよび理解ができる人は65人のみだった。日系二世の、日本人学校のコミュニティの卒業生でさえ、本当に日本語が流暢な人は稀であった。1941年のアメリカ陸軍情報部による調査では、3,700人の日系二世のうち3%が長期的な教育を経れば堪能になる可能性があるとされ、4％は既に堪能であるが追加教育が必要で、わずかに3%のみが日本語での語学業務に適任であるとされた。 こうした人材不足の中で、米軍はアメリカ合衆国の第二次世界大戦への参戦前の段階においても日本語が堪能な人材を必要性としていたため、MIS（軍事情報サービス）の中に、通訳者、取締役官や翻訳家のための専門的な学校（軍事情報語学学校）を設立した。この学校は、最初はサンフランシスコのPresidio of San Franciscoに開設されたが、1942年に発令された、米西海岸から日系アメリカ人を排除する立ち退き命令によって、アメリカ陸軍情報部語学学校は移転をする必要に迫られ、その後はミネソタに移り、当初はCamp Savageそして規模拡大によりFort Snellingへ移った。この学校は全盛期には3,000人の日系アメリカ人が在籍して一大コミュニティを築き、最終的には6,000人の日系アメリカ人が卒業生となった。
軍事情報語学学校設立とほぼ同時に、西海岸の継承語話者のための日本語学校は日系人の強制収容により閉鎖された。（日本人学校の講師や校長は真珠湾攻撃後にFBIにより拘束され、1942年の春に立ち退き命令が発令された時点で、すでに多くの学校は閉鎖されていた。 大統領令9066号の影響を受けなかったハワイでさえ、代わりに威厳令下に置かれ、当局は日本のコミュニティー学校を解散し資産を清算するように仕向けた。しかし、戦後に学校は一世や二世および非日系コミュニティーのメンバーの支援により復活した。 このような学校への在籍者数は、戦前に比べ減少した。例として、1938年に1,000人以上の生徒数を誇っていたホノルルにあるハワイ最大のモイリイリ日本語学校は2002年にはたった85人の生徒数である。

#### アメリカ海軍日本語学校
米国および世界の日本に対する理解に、海軍が太平洋戦争中にカリフォルニア大学バークレー校とハーバード大学からコロラド大学ボルダー校に移転してきた「アメリカ海軍日本語学校」（U.S. Navy Japanese/Oriental Language School）が大きな役割を果たした。戦争中おもに諜報活動に役立っただけでなく、エドワード・サイデンステッカー、ドナルド・キーン、オーティス・ケーリ（同志社大学教授）、ウィリアム・セオドア・ド・バリー、フランク・ギブニーなどがここの卒業生（ボールダー・ボーイズ"Boulder Boys"と呼ばれた）であり、戦後も日本文化の世界への紹介に活躍した。

### 第二次世界大戦後
中等教育の日本語教師を対象とした最初のプログラムは1958年の国防法の規定の下ハワイ大学で開設され、最初に受け入れが許可された学生は20人だった。 アメリカ合衆国の高等教育の日本語コースの登録者数は日本のバブル景気の1980年、すべての言語の中で最も急増した。 1990年代には、アメリカ合衆国の標準試験機関であるカレッジボードは日本語のSAT教科テストを提供し始め、2007年5月には最初の日本語のアドバンスト・プレイスメント テスト（APテスト）を実施した。これらの試験により、大学進学前の高校生に日本語の事前学習の単位取得が認められるようになった。 しかし、2000年代初期の間、成長を続ける中国語と異なり、日本語を学ぶことを中断した生徒も多く、この間日本語の人気は急激に縮小していった。 応用言語学センターの調査によると、日本語教育は2006年～2009年の間で、初等教育および中等教育の両レベルで共に減少した。 ただし、国際交流基金が3年毎に行っている日本語教育機関調査によると2006年以降再び学習者数は増加に転じており、初中等教育での日本語学習者数は2006年から2009年で27%、2009年から2012年で更に9%増加している。
母国語を対象とした日本語教育は、その後、日本の経済成長により従業員やその家族を短期間の業務のためにアメリカに派遣する企業の増加をもたらした。2010年の時点で、文部科学省はグアム、シカゴ都市圏、ニューヨーク都市圏 に4つの日本の全日制日本人学校があるとしている。 全日制もしくは全寮制の数校は、私立在外教育施設や日本の私立学校の海外部門に分類されており、 2010年時点で、アメリカ合衆国にはこのような学校が3箇所ある。また、2010年時点で79校の週末もしくは補習授業校があり、2006年には29校に、1人以上の教師が日本政府から派遣された。

## 参照
- 金門学園
- 日本語学校 (タコマ)
- 言語教育
- ドナルド・キーン
- デーブ・スペクター
- 日本語教育#日本国外における日本語教育